# Dorian Recordings
Dorian Recordings was een Amerikaans platenlabel uit New York, dat vooral bekend was door zijn uitgebreide series platen met vroege klassieke muziek. Het bracht ook veel Latijns-Amerikaanse composities uit, waaronder negen platen van het Venezolaanse Simon Bolivar Symphony Orchestra en een complete serie van strijkkwartetten van Heitor Villa-Lobos. Verder bracht het onder meer de eerste opnames van violiste Rachel Barton Pine uit. Van luitist Ronn McFarlane verschenen er zo'n 25 platen.
In 2005 werd de catalogus van het label gekocht door Sono Luminus in Winchester, Virginia, die Dorian-platen opnieuw en remastered uitbrengt.